# Werner (Comic)

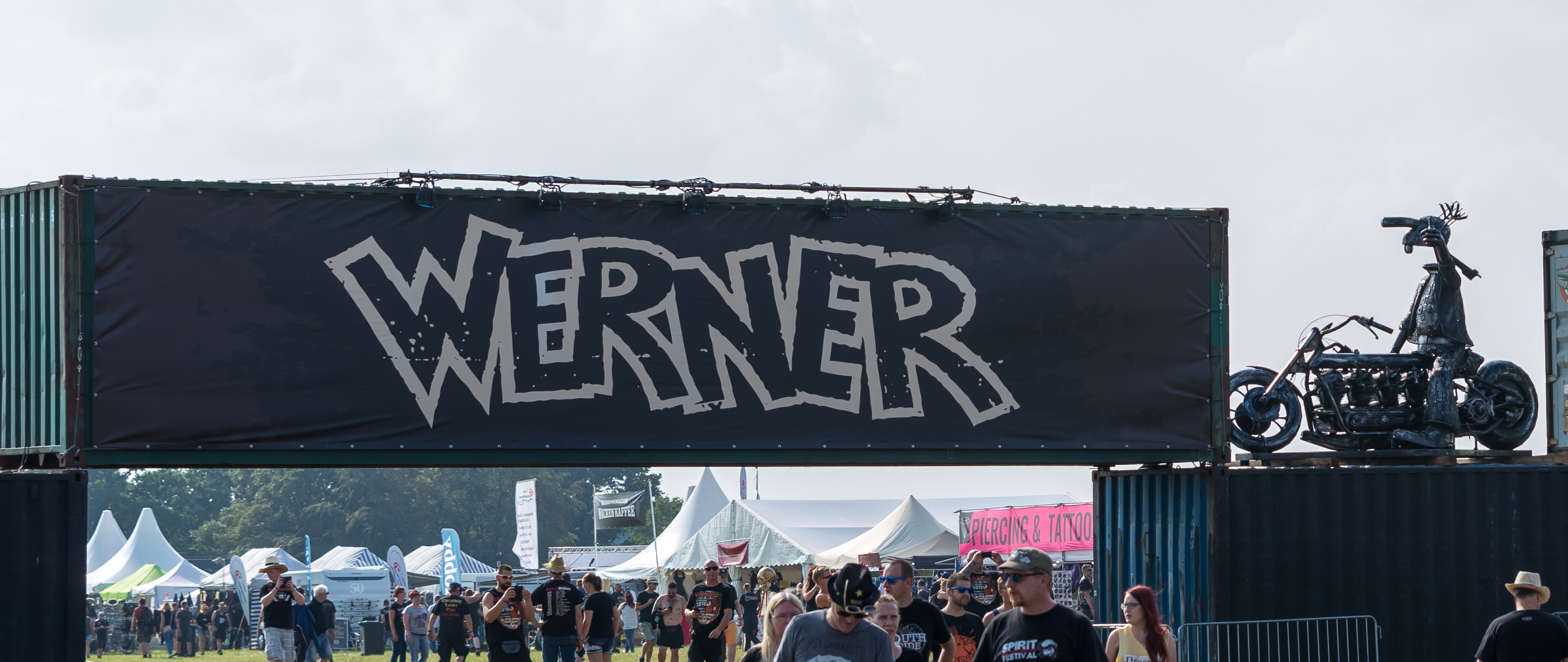
Werner-Schriftzug und Werner-Skulptur beim Werner Rennen 2019

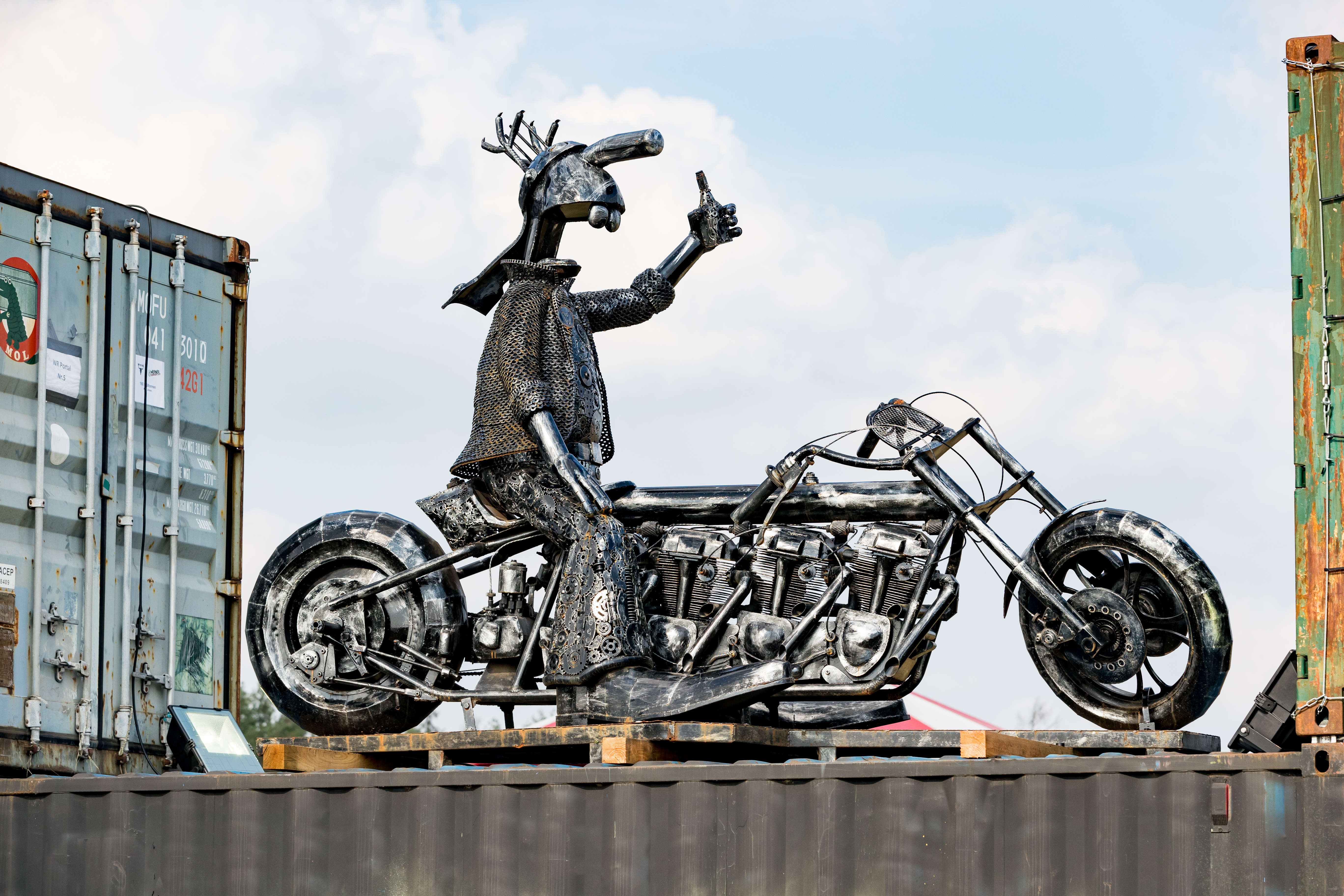
Die Comicfigur Werner als Skulptur beim Werner-Rennen 2019

Werner (voller Name Werner Wernersen) ist eine Comicfigur von Rötger Feldmann (Künstlername Brösel). Die Geschichten spielen größtenteils in der Landschaft Angeln nordöstlich von Schleswig.

## Figuren

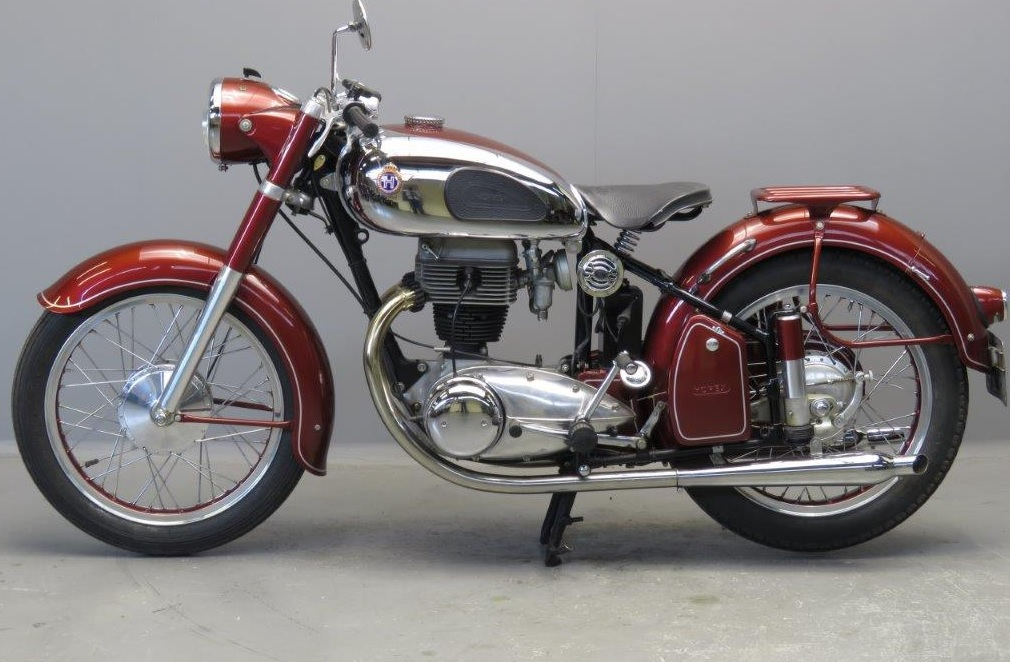
Horex Regina im Serienzustand

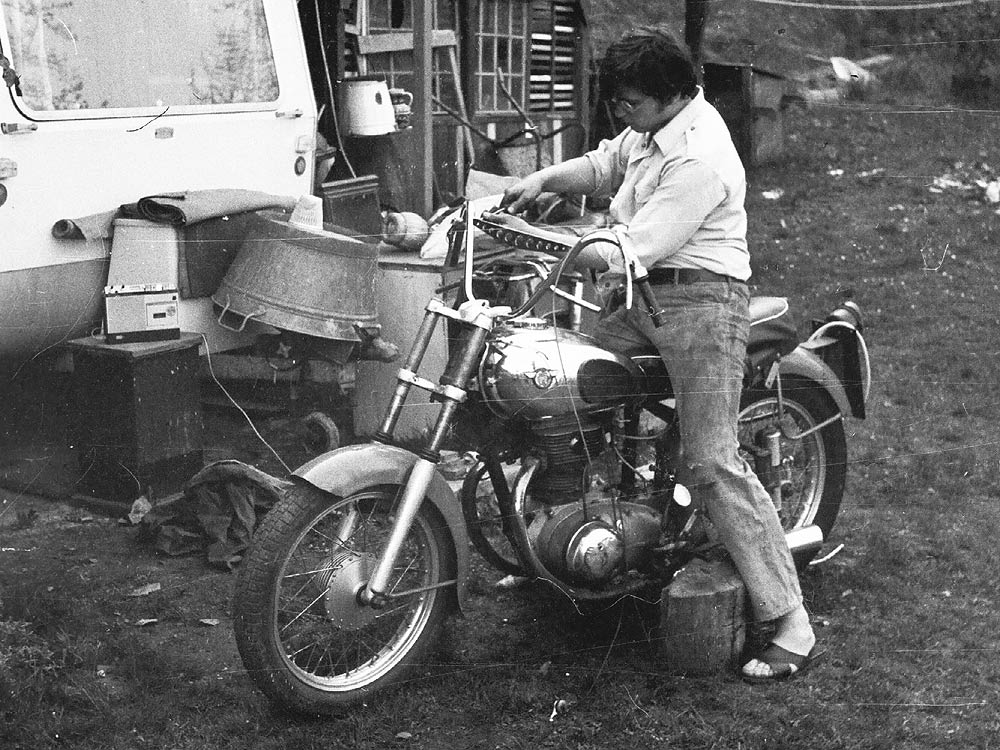
„Horex Regina (400) wird Richtung Chopper umgebaut“

Werner ist eine autobiografisch gefärbte Figur, basierend auf Brösels Leben als auch auf dem seines Bruders Andi Feldmann, der Installateurlehrling war. Brösel trank gerne Flens-Bier aus der klassischen Bügelflasche und ist zudem Biker, der eine Horex Regina aus den 1950er Jahren mit Einzylinder-Viertaktmotor als Chopper-Umbau fuhr.
Die Geschichten handeln von Erfahrungen als Installateurlehrling, Motorradfahrer, von Trinkgelagen und anderen Exzessen. Werner-Geschichten steigern sich oft zu Katastrophen, typisch sind u. a. eskalierende Massenkonflikte in der Öffentlichkeit, Massenunfälle im Straßenverkehr oder Arbeitsunfälle mit hohem Sachschaden, die einen komischen Ablauf haben, wie Explosionen durch Fäkalstau im Kanalsystem.
Der Name der Comicfigur ist der zweite Vorname des Autors.
Figuren in den Werner-Comics sind:
- Werners Bruder Andi
- Meister Walter Röhrich, der die Firma Sanitäre Anlagen, Heizungsbau, Klima- und Schwimmbadtechnik Röhrich führt (Der Name wurde in „Röhrich“ geändert, da der real existierende Meister Schurich in der Verwendung seines Namens eine persönliche Verunglimpfung sah und sie daher mittels einer Unterlassungsklage verbieten ließ. In einigen Ausgaben findet sich noch der Name „Schurich“, per Hand in „Sohorich“ geändert.)
- Röhrichs Geselle Eckat (Eckhard), der sich mit Werner häufig über Röhrich lustig macht
- der Architekt Erich Hüpenbecker
- die Zwillinge Kalli und Hörni – Werners Freunde
- Ölfuß, ebenfalls ein Freund Werners und Fahrzeugmechaniker (Realname Wolfgang Ußleber)

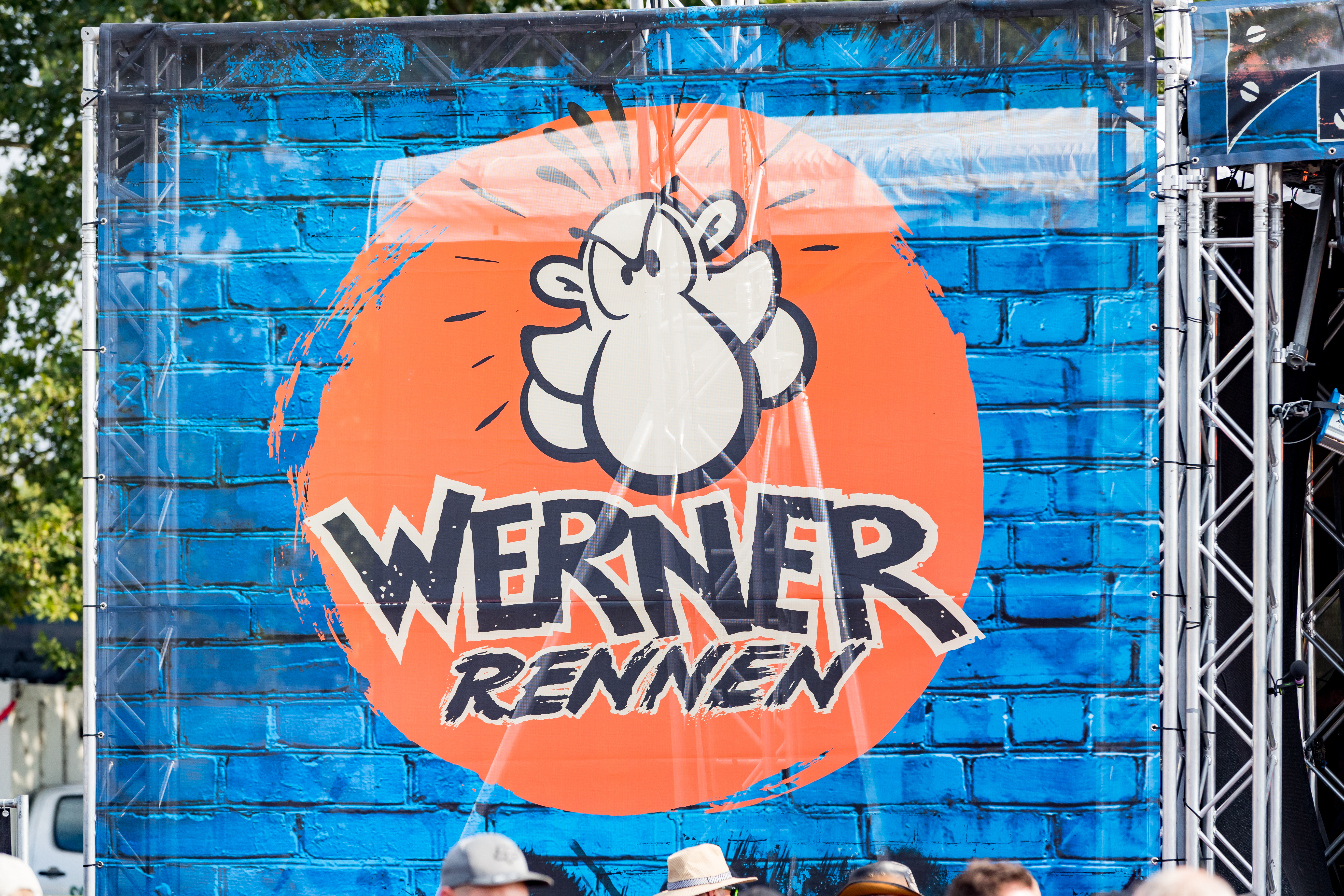
Werner auf einem Plakat für das Werner Rennen 2019

- Werner auf einem Plakat für das Werner Rennen 2019„Präsi“, der bisweilen sehr cholerische Chef (bzw. Präsident) des Motorradclubs MC Klappstuhl (Vorname: Dieter, Spitzname: Dieze)
- Porsche-Fahrer Holgi (Holger Henze, Brösels ehemaliger Manager und Wirt des Galerie Club No°68 in Kiel)
- Nobel-Schröder, ein sehr reicher und arroganter Fan PS-starker Nobelautomobile wie der Marke Bentley
- der sex- und profitsüchtige Baulöwe Günzelsen
- Helmut und Bruno, die Ordnungshüter von der Polizeidienststelle Schnarup-Thumby. Bruno versucht, für Recht und Ordnung zu sorgen, stellt sich jedoch wie ein Trottel an und gerät dauernd in Schwierigkeiten. Sein jüngerer Kollege Helmut ist eher wortkarg.
- Walters Frau Magret
- Frau Hansen und Frau Gloer, die Meckerschratzen[2]
- Herr Biernot[3]
- Petra
- Frl. von de Blotz
- Ingo Igel

Ein Leitmotiv der Werner-Geschichten sind Konflikte mit den Polizisten Helmut und Bruno sowie mit dem TÜV, meist wegen Verstößen gegen die Straßenverkehrsordnung und vor allem gegen die Straßenverkehrszulassungsordnung – Werners von ihm selbst umfangreich umgebautes Motorrad verstößt gegen zahlreiche amtliche Bestimmungen. Auch die zulässige Höchstgeschwindigkeit, die Helmpflicht, die Alkohol-Promillegrenze und Lärmemissionen durch Werners Motorrad sind Anlass für zahlreiche amtliche Überprüfungen, denen sich Werner auf sehr individuelle Weise unter- bzw. entzieht. Außerdem bekommt er hin und wieder Ärger mit den beiden Polizisten, wenn er Werkzeug oder Bauteile auf seinem Motorrad zu Einsätzen seines Installateurmeisters Röhrich bringen muss, und gezwungenermaßen freihändig fährt.
Charakteristisch für die Werner-Sujets ist der immer wiederkehrende Fäkalhumor.
Typisch vor allem für die frühen Werner-Comics sind regionaltypische Ausdrücke der Umgangssprache und simple, überraschende Wortspiele, die meistens in dem für den Landesteil Schleswig typischen Regiolekt begründet sind und teilweise aus dem Plattdeutschen kommen. Auch die in Flensburg gesprochene Mundart Petuh kommt vor allem im ersten Teil häufiger vor, z. B. „Leuwagen“ für Schrubber.
Das Lautmalerische und Umgangssprachliche führt zu gehäufter Verletzung von Orthographie und zu unüblicher Grammatik, was gelegentlich in die Alltagssprache weiter Bevölkerungskreise übergegangen ist, z. B. jemandem Bescheid zu sagen, indem man nur das Wort „Bescheid“ sagt. Andere durch Werner auch außerhalb Schleswig-Holsteins populär gewordene Ausdrücke sind „Bullerei“ für Polizei, „Bölkstoff“ für Bier, „Gas, Wasser, Scheiße“ für einen Installateurbetrieb oder „Hau wech die Scheiße!“ statt Prost. Andere Beispiele: „Flaschbier“ (auch Fläschbier und Flasch Bier) für Flaschenbier bzw. Flasche Bier, „Tass’ Kaff’“ für Tasse Kaffee, „Schüssel“ für Motorrad, „Güllepumpe“ für die Honda CX 500 oder „Exgummibur“ für Saugglocke.

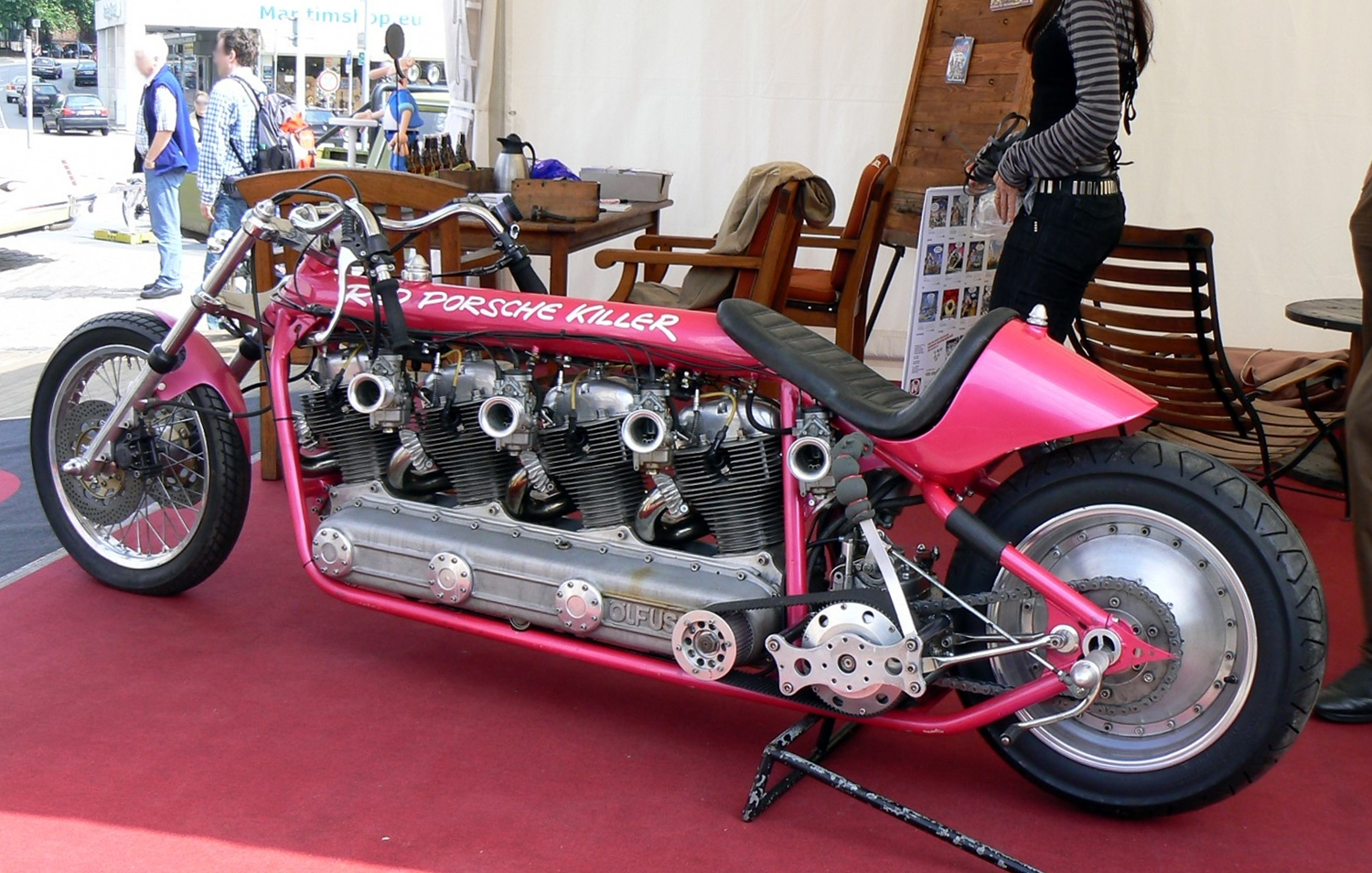
Red Porsche Killer

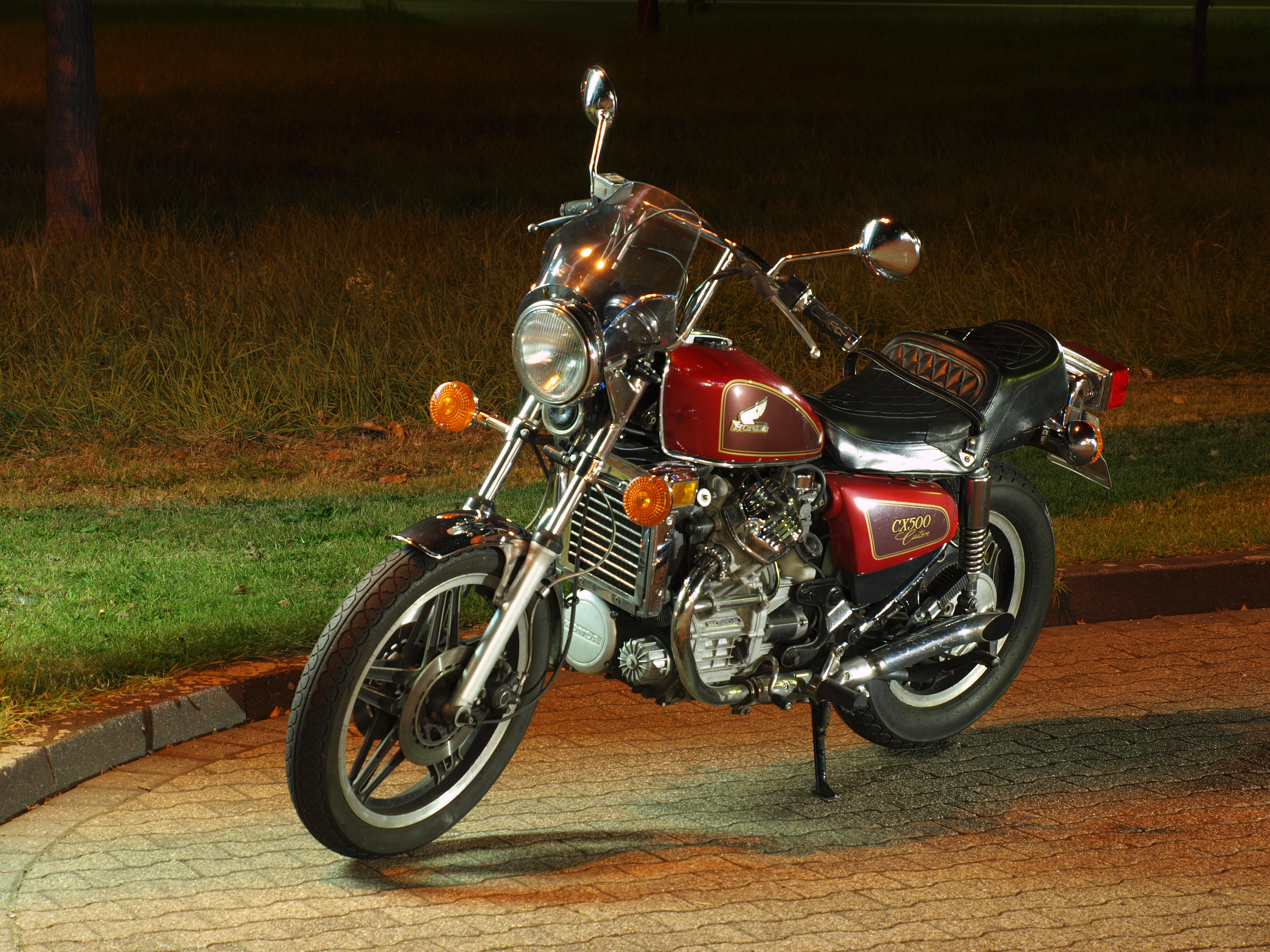
Honda CX 500 C

Das im Comic-Band Werner – Eiskalt beschriebene Rennen zwischen einem selbstgebauten Motorrad mit vier Horex-Motoren (Red-Porsche-Killer) und Holgis rotem 1967er Porsche 911T wurde 1988 auf dem Flugplatz Hartenholm im Rahmen eines dreitägigen Festivals real ausgetragen. Brösel verschaltete sich und verlor. Auch die Revanche im September 2004 auf dem Lausitzring ging verloren, weil der Red Porsche Killer aufgrund technischer Probleme mit dem Getriebe versagte. Bei diesem Festival trat außerdem Andi Feldmann mit einem von 24 Motorsägen-Motoren betriebenen Motorrad, der Dolmette, gegen einen Abt Audi AS400 mit 450 PS an und unterlag.

## Comic-Bände

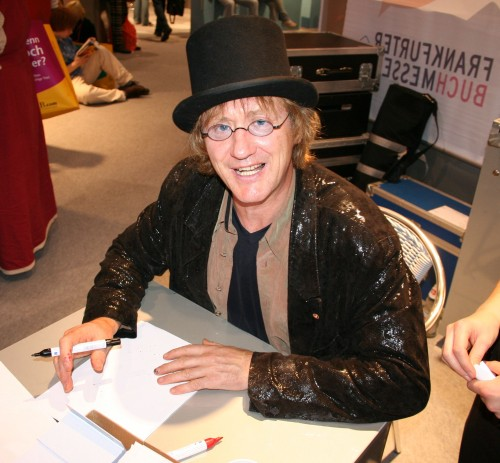
Rötger Feldmann (Brösel) bei einer Signierstunde auf der Frankfurter Buchmesse 2006

Der erste Band erschien 1981 und bestand aus gesammelten Werken aus einem längeren Zeitraum und ist dadurch stilistisch sehr uneinheitlich.
Ab dem zweiten Band erhöht sich der Anteil an längeren Geschichten und zusammenhängenden Cartoons. In den ersten Bänden dominieren Strichzeichnungen und Schwarzweißdarstellungen, ab Band 5 zunehmend konturierte Grauschattierungen.
Anfangs erschien die Reihe im Semmel-Verlach, ab Band 7 bei Achterbahn. Band 12 erschien bei Ehapa. Band 13 erschien am 1. Juni 2018 bei Bröseline. Anschließend begann der Verlag die Wiederveröffentlichung der beim Semmel-Verlach und bei Achterbahn veröffentlichten Bände.
2002 wurden die ersten sieben Bände im Heyne Verlag als Taschenbuch nachgedruckt.
Semmel-Verlach
- 1. Werner – Oder was? (1981) ISBN 3-89719-000-1.
- 2. Werner – Alles klar? (1982) ISBN 3-89719-002-8.
- 3. Werner – Wer sonst? (1983) ISBN 3-928950-18-5.
- 4. Werner – Eiskalt! (1985) ISBN 3-89719-004-4.
- 5. Werner – Normal ja! (1987) ISBN 3-928950-20-7.
- 6. Werner – Besser is das! (1989) ISBN 3-89719-006-0.

Achterbahn
- 7. Werner – Ouhauerha! (1992) ISBN 3-89719-007-9.
- 8. Werner – Wer bremst hat Angst! (1994) ISBN 3-89719-008-7.
- Werner – Wer bremst hat Angst! Interaktive CD-ROM, ISBN 3-928950-65-7.
- Sonderband: Werner, geht tierisch los (1995) ISBN 3-928950-66-5.
- 9. Werner – Na also! (1996) ISBN 3-928950-15-0.
- 10. Werner – Exgummibur! (1998) ISBN 3-89719-010-9.
- 11. Werner – Volle Latte! (2002) ISBN 3-89719-011-7.

Ehapa
- 12. Werner – Freie Bahn mit Marzipan! (2004) ISBN 3-7704-2520-0.

Bröseline
- 1. Werner - Oder was? (2019 - Neuauflage des ersten Bands) ISBN 978-3-947626-01-4.
- 2. Werner - Alles klar? (2019 - Neuauflage des zweiten Bands) ISBN 978-3-947626-02-1.
- 3. Werner - Wer sonst? (2019 - Neuauflage des dritten Bands) ISBN 978-3-947626-03-8.
- 4. Werner - Eiskalt! (2019 - Neuauflage des vierten Bands) ISBN 978-3-947626-04-5.
- 5. Werner - Normal ja! (2019 - Neuauflage des fünften Bands) ISBN 978-3-947626-05-2.
- 6. Werner - Besser is das! (2019 - Neuauflage des sechsten Bands) ISBN 978-3-947626-06-9.
- 7. Werner - Ouhauerha! (noch nicht erschienen - Neuauflage des siebten Bands) ISBN 978-3-947626-07-6.
- 8. Werner - Wer bremst hat Angst (2020 - Neuauflage des achten Bands) ISBN 978-3-947626-08-3.
- 9. Werner - Na also! (2019 - Neuauflage des neunten Bands) ISBN 978-3-947626-09-0.
- 10. Werner - Exgummibur! (2019 - Neuauflage des zehnten Bands) ISBN 978-3-947626-10-6.
- 11. Werner - Volle Latte! (2019 - Neuauflage des elften Bands) ISBN 978-3-947626-11-3.
- 12. Werner - Freie Bahn mit Marzipan! (noch nicht erschienen - Neuauflage des zwölften Bands) ISBN 978-3-947626-12-0.
- 13. Werner - Wat nu!? (2018) ISBN 978-3-947626-00-7.
- 1. Extrawurst: Werner - Das Rennen (2020) ISBN 978-3-947626-13-7.
- 2. Extrawurst: Werner - Haater Stoff! (2021) ISBN 978-3-947626-14-4.
- 3. Extrawurst: Werner - Mehr Stoff!!! (2023) ISBN 978-3-947626-15-1.
- 4. Extrawurst: Werner - Geht tierisch ab!!! (2023) ISBN 978-3-947626-16-8.

Sammelbände
Ab 1990 erschienen Werner-Sammelbände bei verschiedenen Verlagen.
- 1. Werner Highlights (1990) ISBN 978-3-922969-88-4.
- 2. Werner - Bescheid (1997) ISBN 978-3-928950-85-5.
- 3. Werner - Immä Äägä middi Pullizei (1999) ISBN 978-3-89719-090-0.
- 4. Werner - Lehrjahre sind keine Herrenjahre (1999) ISBN 978-3-928950-09-1.

Remasterte Hardcoverneuauflage
Ab 2006 veröffentlichte die Ehapa Comic Collection jährlich einen Band einer auf zwölf Bände angelegten Gesamtausgabe im Hardcover und mit Bonusmaterial (u. a. Skizzen und Entwürfe der Charaktere). Die Edition wurde aufgrund mangelnden Verkaufserfolges abgebrochen.
- 1. Werner – Oder was? (Oktober 2006) ISBN 978-3-7704-3082-6.
- 2. Werner – Alles klar? (Juni 2007) ISBN 978-3-7704-3064-2.
- 3. Werner – Wer sonst? (Februar 2008) ISBN 978-3-7704-3102-1.
- 4. Werner – Eiskalt! (Februar 2009) ISBN 978-3-7704-3103-8.
- 5. Werner – Normal Ja! (Februar 2010) ISBN 978-3-7704-3104-5.

## Sekundärliteratur
Semmel-Verlach
- 1. Alles über Werner (1986) ISBN 3-922969-32-1 – von Uschi Feldmann verantwortetes Werk über biographische Hintergründe Brösels und der Personen um den Semmel-Verlach, eine Doktorarbeit über einen Werner-Strip und ausgewählte Fanpost + Fanart
- 2. Das Rennen (1988) ISBN 3-922969-65-8 – Geschichten, Hintergründe und Reportagen über das Rennen 1988 (s. o.)
- 3. Einer wie ich (1991) ISBN 3-922969-94-1 – Geschichten und Strips über Werner von verschiedenen Künstlern und Brösel

Achterbahn
- 3. Werner – mehr über alles… (1997) ISBN 3-928950-57-6 – autobiographisches Werk über Erlebnisse Brösels und dessen Brüder seit der Geburt, Werners Entstehungsgeschichte, Entstehung und Vermarktung von Bölkstoff, Wechsel „vom Semmel-Verlach“ zu „Achterbahn“ u. a.

## Filme
Seit 1990 entstanden fünf Werner-Verfilmungen:
- 1990: Werner – Beinhart! (Realfilm/Zeichentrick)
- 1996: Werner – Das muß kesseln!!! (Zeichentrick)
- 1999: Werner – Volles Rooäää!!! (Zeichentrick)
- 2003: Werner – Gekotzt wird später! (Zeichentrick)
- 2011: Werner – Eiskalt! (Realfilm/Zeichentrick)

## Filmmusik
Die Songs der Filme wurden von mehreren Bands und Sängern intoniert; dazu gehörten Farin Urlaub und Bela B, Torfrock, The Golden Eckats, F… Kius Band und Andreas Fahnert (jetzt Mitglied der Band Santiano). In die Charts gelangten Torfrock mit Beinhart und The Golden Eckats mit Das muß kesseln !!!

## Computerspiele
Bisher sind folgende Spiele mit den Werner-Charakteren entstanden:
| Jahr | Titel                                | Genre        | System                              |
| ---- | ------------------------------------ | ------------ | ----------------------------------- |
| 1986 | Werner – Mach hin!                   | 5 Minispiele | Amstrad CPC, Commodore 64, Atari ST |
| 1989 | Werner – Flaschbier                  | Labyrinth    | Amiga, Commodore 64                 |
| 2001 | Werner – 100 % Schwarzarbeit         | Shoot em up  | PC (Windows, Linux)                 |
| 2006 | Werner – Flitzkacke Alarm!!!         | Puzzle       | PC (Windows)                        |
| 2007 | Werner – Angriff der Beutelschneider | Shoot ’em up | PC (Windows)                        |

## Merchandising

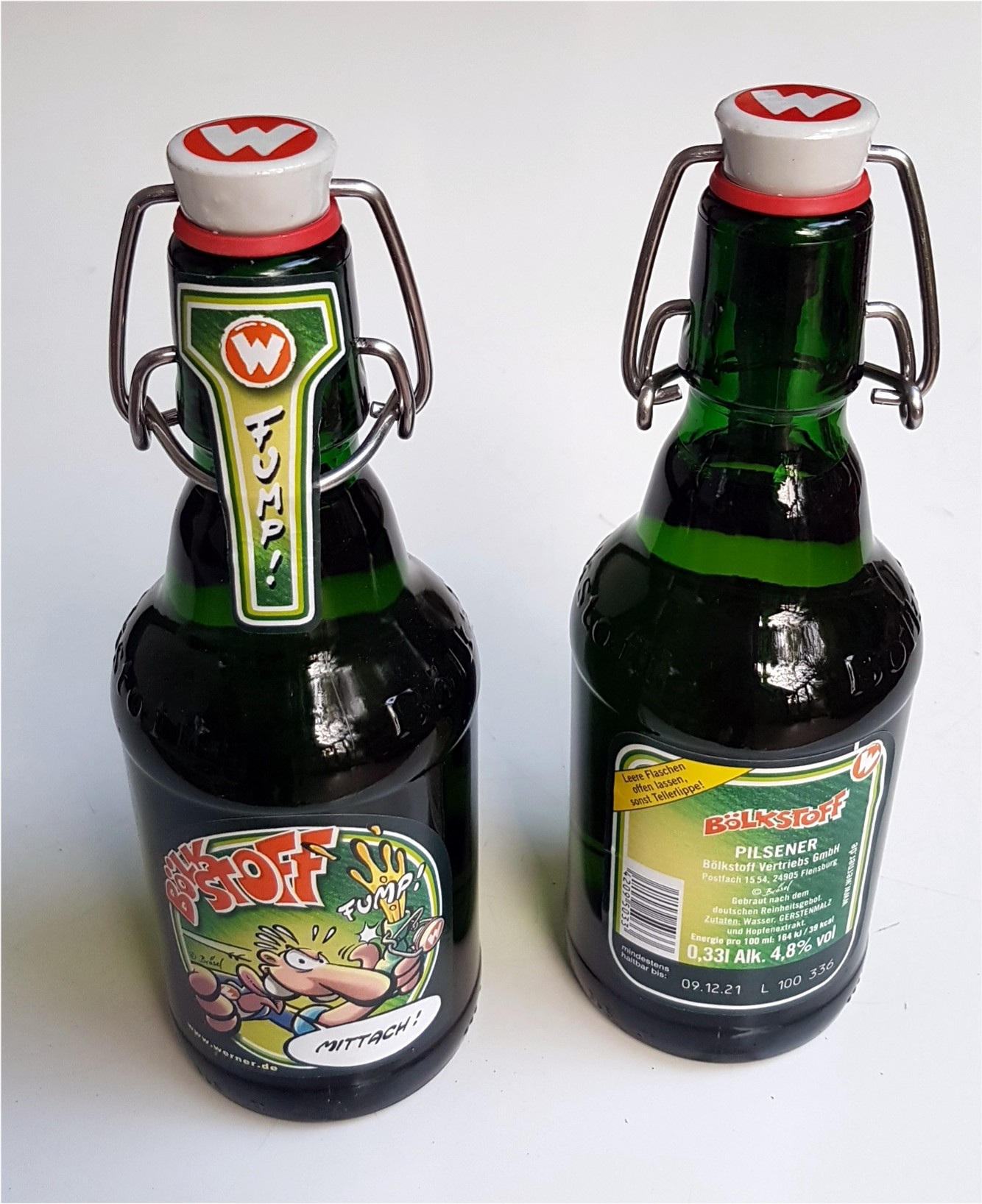
Der „Bölkstoff“ in der Flasche

1989 präsentierte Brösel mit dem Comic-Band Besser is das Werners eigene Biermarke, den Bölkstoff, der in Konkurrenz trat zum bisherigen Flensburger Pilsener, das in den ersten Comics stets in Strömen floss. Der Bölkstoff wurde von der Gilde Brauerei in Hannover hergestellt. Typisch für dieses Bier war aber wie auch für das Flens die traditionelle Bügelverschlussflasche, deren Plopp-Geräusch beim Öffnen schon zuvor durch die Comics einen neuen Kultstatus bekommen hatte (in den Comics wurde das Geräusch lautmalerisch als „fump“ dargestellt). Da der Titel „Besser is das“ in den Augen der Flensburger Brauerei eine damals noch nicht erlaubte vergleichende Werbung darstellte, musste er ab der dritten Auflage eingeschwärzt werden. Inzwischen hat die Flensburger Brauerei selbst die Herstellung von Bölkstoff übernommen.

### 1-Liter-Geschenkkrüge

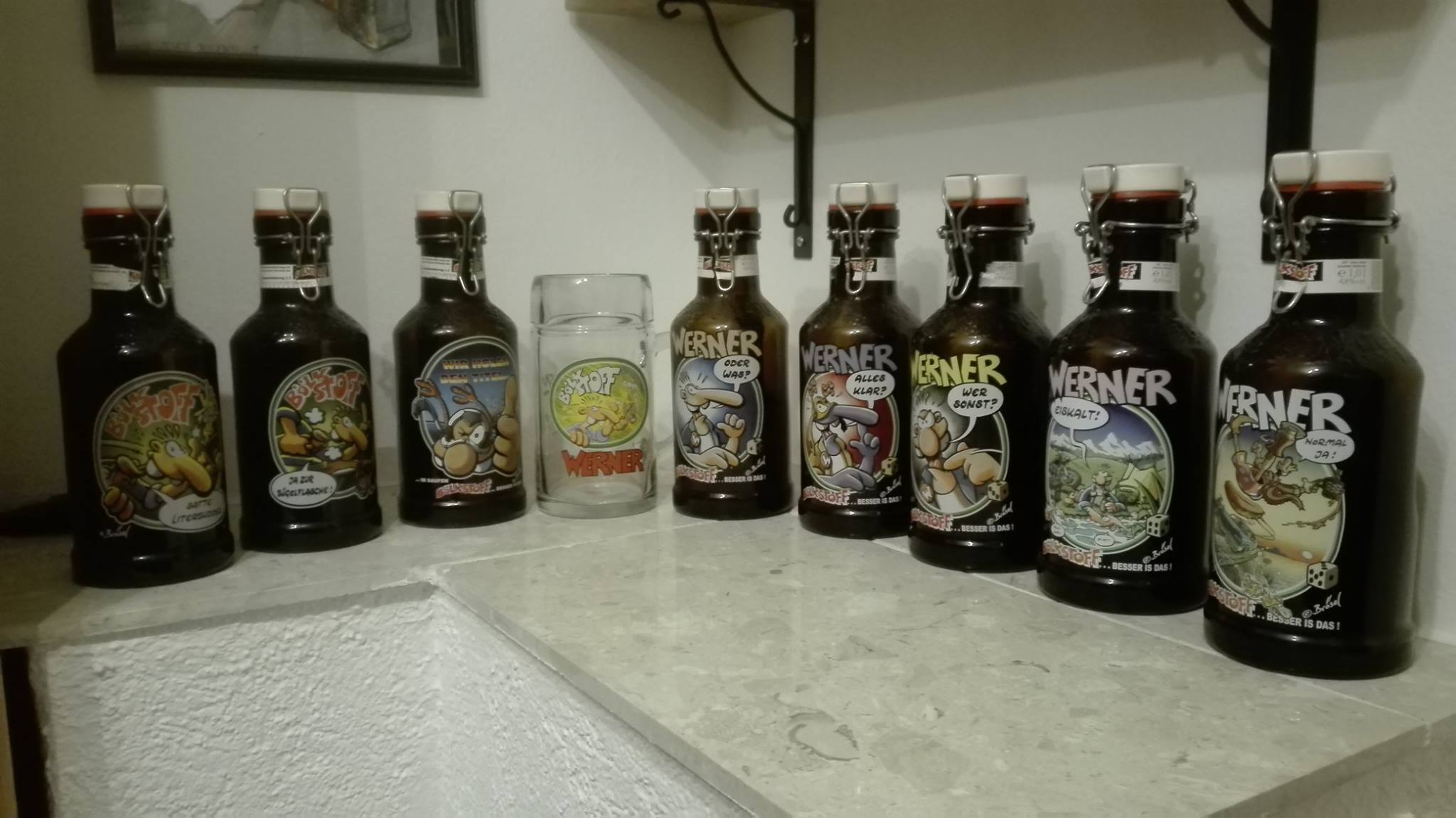
Werner-Geschenkkrüge (2005, 2007–2010) mit Werner-Bierkrug von 1990

Vom Bölkstoff wurden darüber hinaus auch zwei Geschenkbuddel-Sammel-Serien mit 1-Liter-Flaschen produziert. Während die erste Serie mit dem Titel „Volle Kanne rin in’ Kopp“ von 2005 aus drei Flaschen bestand, setzte sich die zweite Kollektion „Oginool Werner Sammelbänder Sonderedition“, die von 2007 bis 2010 veröffentlicht wurde, aus fünf Flaschen zusammen. Auf den Etiketten der zweiten Geschenkbuddel-Serie sind die Deckblätter der ersten fünf Comicbände, die zwischen 1981 und 1987 veröffentlicht wurden, abgebildet.

#### Geschenkkrug-Serie „Volle Kanne rin in’ Kopp“ (2005)
- Geschenkbuddel Nr. 1: Satte Literbuddel
- Geschenkbuddel Nr. 2: Ja zur Bügelflasche!
- Geschenkbuddel Nr. 3: Wir holen den Titel… …im Saufen

#### Geschenkkrug-Serie „Oginool Werner Sammelbänder Sonderedition“ (2007–2010)
- Geschenkbuddel Nr. 1: Oder was?
- Geschenkbuddel Nr. 2: Alles klar?
- Geschenkbuddel Nr. 3: Wer sonst?
- Geschenkbuddel Nr. 4: Eiskalt!
- Geschenkbuddel Nr. 5: Normal ja!

## Briefmarken
Am 30. Juni 2011 erschienen von Brösel zusammengestellte Motive als Werner-Briefmarken, herausgegeben von NordBrief, einer Dachmarke von privaten Briefdienstleistern als Tochterunternehmen norddeutscher Tageszeitungen. Die Marken erschienen gleichzeitig in Kiel, Lübeck und Rostock.
Folgende Briefmarken unterschiedlicher Wertstufe wurden herausgegeben:
| Wert     | Art           | Text                          | Beschreibung                                                |
| -------- | ------------- | ----------------------------- | ----------------------------------------------------------- |
| 40 Cent  | Postkarte     | „Flaches Land, flache Witze…“ | Werner-Porträt mit holsteinischer Landschaft im Hintergrund |
| 50 Cent  | Standardbrief | „Voll Stoff gradeaus!“        | Werner auf dem Motorrad in Frontalansicht                   |
| 80 Cent  | Kompaktbrief  | „Pros’ Loide!“                | Werner öffnet eine Bügelflasche – „Fump!“                   |
| 130 Cent | Großbrief     | „macht Flachköpper!“          | Werner beim Kopfsprung ins Meer                             |
| 200 Cent | Maxibrief     | „ein Volk, ein Könich!“       | Könich Werner in vollem Ornat mit Schloss im Hintergrund    |

Gleichzeitig erschien eine limitierte Erstausgabe als Klappkarte mit allen fünf Marken und einem Ersttagsstempelabdruck versehen.
Vermarktet werden sie durch den NordBrief Kiel (VGU mbH) und die Nordbrief Rostock GmbH, Hersteller der Marken sind Infolog GmbH und Metzgerdruck GmbH in Obrigheim bei Heilbronn.